# Z213: exodos
Z213: Exit (Z213: ΕΞΟΔΟΣ) è un romanzo dello scrittore greco Dimitris Lyacos, che costituisce la prima parte della trilogia Poena damni. Nonostante sia il primo in ordine narrativo, il libro fu l'ultimo dei tre ad esser pubblicato. La storia si sviluppa come fosse una serie di annotazioni di un diario nel quale sono registrate le solitarie avventure di uno sconosciuto, simile alla figura di Ulisse, durante un viaggio in treno; gradualmente il suo girovagare si trasforma in un'analisi interiore sui limiti del mondo suggetivo e la realtà esterna. Il viaggio, inoltre, è paragonabile ad una ricerca religiosa per le varie allusioni bibliche, soprattutto dall'Antico Testamento, inserite in un testo che spesso appare frammentato ed è carente di punteggiatura.
Molti crítici collocano Z213: Exit in un contesto postmoderno scoprendo affinità con scrittori come Samuel Beckett e Cormac McCarthy mentre altri sottolineano i suoi vincoli modernisti ed una solida cultura di testi classici e religiosi.

## Trama
L'opera narra, in quello che si legge come un diario personale scritto tanto in verso quanto in una prosa poetica postmoderna, le esperienze di un uomo ch scappa da un edificio sotto sorveglianza, in un ambiente inquietante come dopo l'Apocalisse. Nei capitoli iniziali del libro, il narratore/protagonista fugge da quella che sembra una detenzione in un edificio che consta di padiglioni e personale impiegato e dal quale le persone vengono portate via senza motivo per poi venir gettate in pozzi.  Il fuggitivo lascia il "lager" per arrivare alla stazione di treni più vicina e inizia un viaggio che registra in un libriccino simile ad una Bibbia che lui stesso trasformerà, appunto, in suo diario. Man mano che il viaggio continua, si produce una crescente sensazione di paranoia e l'idea di essere perseguitato diventa la sua ossessione principale. Tuttavia, durante il viaggio non ci sono persecutori da identificare e la presunta caccia all'uomo resterà un mistero fino alla fine. L'ambiente circostante sembra far riferimento ad uno Stato futuristico decadente di tipo totalitario. Il viaggio è mappato in modo casuale nonostante i riferimenti indiretti che creano la sensazione di vuoto spazio/tiempo. Il narratore sembra avanzare mentre, allo stesso tempo, è immerso nelle sue visioni da incubo. Z213: Exit termina con la descrizione di un sacrificio nel quale il protagonista e “persone affamate banchettando” cucinano un agnello allo spiedo, facendolo a pezzi e scuoiando il suo corpo che ancora belava e strappando le interiora come se stessero rispettando un rito sacro. L'atmosfera viene intensificata dall'ambiente totalmente devastato, che potrebbe essere (non si menziona mai) il risultato di una guerra che ha lasciato il paesaggio in macerie. L'impressione generale è quella di una ricerca religiosa o di un'esperienza escatologica.

## Titolo
Il titolo dell'opera sembra presentare un caso di sovradeterminazione e molti accademici e critici hanno espresso delle proposte al riguardo segnalando varie indicazioni nel testo. L'impressione generale è che, visto il contenuto del libro che sembra un finto diario di un fuggitivo, Z213 possa indicare il numero esclusivo di un prigioniero, di un padiglione o sezione di un presunto centro di detenzione. Sono state proposte altre interpretazioni come le seguenti:
- 1. Il momento iniziale della partenza del protagonista dalla stazione dei treni, ovvero alle 21:30. Lo stesso viaggio allude a Ulisse ed a Mosè, due viaggiatori prototipici.[10]
- 2. Nel Vangelo di Matteo 2:13 un angelo invita María e Giuseppe ad andarsene dall'Egitto per sfuggire al massacro di Erode.[10]
- 3. 1313 – ovvero il 13 ripetuto due volte – è l'anno della Traversata del Mar Rosso così come l'anno della Rivelazione nel Monte Sinai.[13]
- 4. Nell'anno 213 a.C. ebbe luogo, in Cina, il più grande rogo di libri per ordine dell'Imperatore Qin Shi Huang.[10]
- 5. Il 213 d.C. è l'anno della realizzazione della Constitutio Antoniniana grazie alla quale tutti gli uomini liberi avevano il diritto di esser cittadini Romani ad eccezione dei Dediticii. Il libro fa chiaro riferimento ad essi e ad uno status di apolide.[10]
- 6. Nel libro si fa un implicito riferimento ad una sostanza sconosciuta che sembra provocare allucinazioni: secondo il personaggio del libro, la Z è la seconda lettera del nome della sostanza seguita da "alcuni numeri".[14]
- 7. La lettera Z si riferisce alla radice della parola Azazel (לַעֲזָאזֵל la-aza'zeyl) che si è soliti associare al “capro espiatorio” nel deserto del Levitico 16. Di fatto nel libro ci sono chiari riferimenti a frammenti del Levitico.[15]

## Temi
Z213: Exit ricontestualizza elementi del canone greco maggiore, tra cui l'eroe fuggito e il devoto viandante. Il libro ruota attorno a una varietà di temi interconnessi, con la ricerca e il capro espiatorio, nella sua dimensione sia sociale che religiosa, intese come preoccupazioni predominanti. Attraverso il peregrinare e l'alienazione graduale del protagonista del libro in fuga da una struttura che si presenta come una sorta di reclusione, un individuo viene mostrato come la presunta vittima di un ordine persecutorio. Ciò è ulteriormente complicato dal trauma di fondo di un collasso sociale, reale o immaginario, i cui dettagli si dispiegano nel corso del viaggio del narratore. L'esposizione al di fuori dei limiti di un mondo familiare è anche dannosa per la composizione di sé e della realtà che il narratore/autore deve ristabilire. L'esilio porta con sé la lotta per ricostruire un universo familiare, attraverso nuove esperienze, a volte incomprensibili, da incubo o allucinanti. Reinventare una "realtà personale", relazionarsi con gli altri e cercare una base metafisicamente salda sono le principali preoccupazioni che portano all'angoscia esistenziale e a un crescente senso di paranoia. Allo stesso tempo, c'è uno sforzo per raggiungere un Dio assente che sembra allontanarsi costantemente dalla portata del protagonista, evocando esperienze descritte dai mistici della teologia negativa, dall'Inferno di Dante e dal Libro di Giobbe. 

## Stile
Z213: Exit alterna poesia e prosa per esprimere i pensieri intimi e le esperienze del suo personaggio principale. Tropos poetici si mescolano ad uno stile quasi telegrafico in cui sono omessi articoli e congiunzioni; si utilizza la retorica tipica della forma di diario, principalmente quella colloquiale, con violazioni e distorsioni grammaticali. Frasi che fluttuano liberamente e omissioni creano in alcuni casi una sintassi frammentata e non strutturata, apparentemente rigorosa ma che concede delle scappatoie attraverso le quali vengono espresse le inquietudini del subconscio. 
Le immagini religiose ed il linguaggio biblico risultano essenziali per l'opera. Ci sono anche citazioni dall'Antico Testamento e principalmente dalla Tōrāh così come riferimenti alla letteratura greca classica; nella maggior parte dei casi sono talmente integrate nel testo da diventare parte integrante della narrazione del protagonista. A livello linguistico, lo stesso testo crea un contesto frammentato che rappresenta la frattura delle relazioni spazio-temporali all'interno dell'universo svelato durante il viaggio. Infine, il testo sembra acquisire un suo proprio statuto indipendente per il fatto di organizzarsi e sistemarsi da solo.

## Storia editoriale
La versione originale in greco (titolo Z213: ΕΞΟΔΟΣ) venne pubblicata per la prima volta nel 2009. La traduzione in inglese di Shorsha Sullivan, casa editrice Shoestring Press, è uscita nel 2010. Una nuova versione riveduta è stata pubblicata ad ottobre 2016. 

## Critica
L'opera ha ottenuto un numero considerevole di commenti positivi. Il critico Michael O' Sullivan ha qualificato il libro come una "descrizione incredibilmente oscura ed interessante di ciò che può esser descritto come una filosofia di "uscite ed entrate" e che può "comodamente collocarsi tra opere quali Davanti alla Legge di Kafka ed il poema corto Seguo questo corso di sabbia di Beckett". Robert Zaller, critico letterario e studioso del poeta Robinson Jeffers, ha considerato il libro come "una delle opere greche più importanti e stimolanti della scorsa generazione". L'opera viene considerata esponente caratteristico della tecnica della frammentazione nella letteratura contemporanea e, allo stesso tempo, percepita come ereditaria della poesía epica, modellando l'antica tradizione della narrativa in un linguaggio postmoderno. Z213: Exit appartiene al canone dei testi postmoderni pubblicati nel nuovo millennio e la trilogia Poena damni di Lyacos, l'opera greca più importante nella storia della letteratura postmoderna. Nel commercio, il libro è stato uno dei titoli più venduti della poesía greca contemporanea tradotta in inglese.